# JNNニュースデスク'88・'89
『JNNニュースデスク'88・'89』（ジェイエヌエヌ ニュースデスク はちじゅうはち・はちじゅうきゅう）は、1988年10月3日から1989年9月29日まで、TBS系列（JNN）で毎週月曜 - 金曜22:00 - 22:54（JST）に放送された、TBS制作のニュース番組である。

## 概要
前番組の『JNNニュース22プライムタイム』の終了を受け、1988年9月まで土曜・日曜深夜に放送されていた『JNNニュースデスク』を枠移動させて開始した番組である。メインキャスターには、当時現役だったTBS報道局キャスターの小川邦雄と、岩手放送アナウンサーだった戸田信子が、レギュラーコメンテーターには平日の『JNNニュースコープ』メインキャスターだった田畑光永が、それぞれ起用された。
ストレートかつシンプルな構成のニュース番組としてスタートしたが、前番組同様に1年で終了。TBS系列における平日22時台の報道番組は、『プライムタイム』含めて僅か2年のみの放送となり、1989年10月からは夜の最終ニュースの開始時間を23時台に戻し、『筑紫哲也 NEWS23』をスタートさせる運びとなった。
番組開始直前の21:57:30秒から30秒間、または20:54より放送の『JNNフラッシュニュース』にて、スタジオから生予告が放送されていた。

### 特別編成
昭和天皇の崩御を受けて、1989年1月7日は土曜日だったが、本番組を21:50から23:30まで放送した。当日の放送は歌舞音曲を避けるためBGMはオミットされ、オープニングタイトルのCGも一枚画に置き換えられた。また通常放送で使われていたスタジオセットは使われず、崩御に伴う報道特別番組と同じスタジオセットが使用された。

## 出演者
以下特記のない者を除き、いずれも当時TBS報道局所属。

### ニュースキャスター（アンカーパーソン）
- 小川邦雄（『JNN報道特集』から起用）[7]
- 戸田信子（出演期間中は岩手放送（現在のIBC岩手放送）[3]アナウンサー、故人） [7]
  - 出演期間中はTBSへ出向していたが、本番組の終了後に、岩手放送（当時）本社への復帰を経て退社。退社後は、『ステーションEYE』（テレビ朝日）のメインキャスターとして、全国ネット向けの報道番組を再び担当していた。
  - スタジオへ出演できない場合には、当時TBSのアナウンサーだった吉川美代子がキャスター代理を務めていた。

### スポーツキャスター
いずれも、出演期間中はTBSのスポーツアナウンサー。
- 椎野茂
- 林正浩

### コメンテーター
- 田畑光永（『JNNニュースコープ』メインキャスターから起用[8]）[7]